# Volksgrenadier-division
Volksgrenadier (Svenska ung. "Folkgrenadjär", ibland förkortat VG) var en benämning som gavs till tyska armédivisioner som bildades under slutet av andra världskriget. Namnet "Volksgrenadier" antogs för att dels knyta an till tysk nationalism (Volk) och dels till tyska militärens traditioner (Grenadier).

## Bakgrund
Volksgrenadier-divisioner bildades mot bakgrund av den tyska krigsmaktens (Wehrmacht) behov av nya förband som kunde fylla de stora luckorna i frontlinjerna både på öst- och västfronten och kan ses som Wehrmachts sista samlade försök att mobilisera Tysklands återstående militära potential. Uppsättandet av dessa enheter var också en del av efterspelet av attentatet mot Adolf Hitler den 20 juli 1944, då SS-chefen, Heinrich Himmler, såg detta som en möjlighet att skapa nya enheter inom tyska krigsmakten som var helt lojala mot nationalsocialismen snarare än mot den mer konservativa tyska arméns värderingar. Order från krigsmaktens överkommando den 26 och 28 augusti 1944 angav att nitton nya Volksgrenadier-divisioner skulle sättas upp och dessa skulle vara stridsberedda för att sättas in på öst- eller västfronten senare under hösten. Ytterligare sjutton divisioner, ursprungligen benämnda "spärrdivisioner" gavs namnet "Volksgrenadier" den 9 oktober 1944. Sju övriga divisioner som höll på att sättas upp fick också namnet "Volksgrenadier". Innan krigsslutet fick ytterligare fem infanteridivisioner benämningen Volksgrenadier. De flesta nyuppsatta divisionerna tog över sifferbenämningen på andra förband som lidit svåra förluster i strid, till exempelvis blev 12. Infanterie-Division 12. Volksgrenadier-Division.

## Organisation
Organisationen för de nya divisionerna fastslogs 1 september 1944. En VG-division organiserades med två infanteriregementen (benämnda Grenadjärregementen), ett artilleriregemente, en ingenjörbataljon, en pansarvärnsbataljon, samt en sambandsbataljon och underhållsenheter. Dessutom ingick ett fysiliärkompani (i vissa fall bataljon) som var en blandning av ett spanings- och skytteförband. Sammanlagt ingick 10 072 officerare, underofficerare och soldater i en VG-division. Detta innebar att förbandet var avsevärt svagare än vad de tyska infanteridivisionerna hade varit i början på andra världskriget (med en personalstyrka på cirka 17000 man) och avspeglar bristen på manskap i slutet av kriget.

## Personal
I teorin skulle de nya divisionerna ha prioritet när det gällde tillförseln av ny manskap, men Tysklands enormt ansträngda militära situation, på gränsen till kollaps, gjorde personalsammansättningen högst blandad. Delvis fylldes VG-divisionerna ut med manskap från de senaste årsklasserna värnpliktiga födda 1926 och 1927, men bestod dessutom av en stor mängd överförd personal från tyska flygvapnet och marinen som kommenderats till marktjänst. Motivationen i denna personalkategori var blandad. Dessutom tillfördes "etniska tyskar" eller Volksdeutsche, det vill säga personer med olika grad av tysk härstamning men som kom från Polen, Rumänien och andra områden öster om egentliga tyska rikets gränser. Vissa i denna grupp talade lite eller ingen tyska. Ofta ingick dock en kader av stridserfarna soldater och officerare med omfattande stridserfarenhet, bland annat från flera års strider på östfronten. Då flera divisioner fick högst begränsad tid för samövning fick denna stora blandning av personal negativ effekt när förbandet sattes in i strid eftersom soldaterna inte hade lärt känna varandra och byggt upp lojalitetsband och samhörighetskänsla.

## Utrustning och beväpning
I viss mån kompenserades bristen på manskap med bättre och eldkraftigare vapen som den tyska krigsindustrin producerade under andra världskrigets andra hälft. Stridande kompanier tilldelades en stor mängd av automatkarbinen StG-44 och MG 42 kulsprutor vid sidan av k-pisten MP 40, repetergeväret Kar-98 och det halvautomatiska geväret Gewehr 43. Dessutom ingick, i teorin, 216 stycken pansarvärnsvapen av typ Panzerschreck och en stor mängd lätta bärbara pansarvärnsvapen av typen Panzerfaust. De tyska infanterivapnen var minst lika bra, om inte bättre, än de sovjetiska och amerikanska motsvarigheterna. För eldunderstöd på upp till regementsnivå ingick 81 mm och 120 mm granatkastare, och 75 mm infanterikanoner. I artilleriregementet ingick 24 stycken 105 mm haubitsar och 12 stycken 150 mm haubitsar. För pansarvärn ingick den effektiva PaK 40 75mm pansarvärnskanonen samt 14 stycken pansarvärnskanonvagnar av typen Jagdpanzer 38 Hetzer eller StuG III. För förflyttning användes i hög grad cyklar. Tyngre utrustning transporterades antingen hästdraget eller med lastbilar. Jämfört med en västallierad infanteridivision var VG-divisionen mindre och hade avsevärt färre transportresurser samt mindre artilleri. Genomgående hade tyska krigsmakten svårt att ersätta förluster i detta skede av kriget, vilket innebar att VG-divisionerna oftast stred med avsevärt försvagad styrka. Att en division bestod av runt 50% av manskap och materiel var snarare regel än undantag under vintern 1944–1945.

## I strid
De flesta VG-divisionerna sattes i strid på västfronten, bland annat under Ardenneroffensiven samt de utdragna och blodiga striderna under slaget om Hürtgenskogen. Vissa divisioner var framgångsrika under främst defensiva strider. Tiden för utbildning för en VG-division, som varierade, och chefernas ledarskap var avgörande för förbandets effektivitet. Många enheter lyckades behålla den effektivitet och taktiska skicklighet som ofta kännetecknat tyskt infanteri tidigare under kriget medan andra enheter närmast kan beskrivas som "kanonmat" på grund av bristande utbildning och stridsmoral.

## Slutsats
Volksgrenadier-divisionen var till sin utformning (oavsett vad det samtida tyska ledarskapet hoppades på) främst ett defensivt förband. De avsevärda resurser som lades på att organisera, utbilda och utrusta dessa förband bidrog till hårdheten i striderna under krigets slutskede. Volksgrenadier-divisionerna blev inte det koncept som bidrog att vända Tysklands krigslycka under andra världskriget. Tysklands resurser var hopplöst underlägsna sina motståndare, och Volksgrenadier-divisionerna maldes ner under de hårda huvudsakligen defensiva striderna 1944-45.